# Nosodendron californicum
Nosodendron californicum är en skalbaggsart som beskrevs av Horn 1874. Nosodendron californicum ingår i släktet Nosodendron och familjen almsavbaggar. Inga underarter finns listade i Catalogue of Life.